# First Division 2024-2025 (Seychelles)
La First Division 2024-2025 è stata l'quarantaseiesima edizione del massimo campionato di calcio delle Seychelles. La stagione è iniziata il 7 settembre 2024 e si é conclusa il 12 aprile 2025.
La squadra campione in carica era il St. Louis Suns Utd, che ha vinto il suo sedicesimo titolo nazionale nell'edizione 2023-2024.

## Stagione

### Formula
Le 10 squadre partecipanti giocano un girone all'italiana con partite di andata e ritorno, per un totale di 18 giornate. Alla fine del campionato, la squadra prima in classifica è campione delle Seychelles e si qualifica per la CAF Champions League 2025-2026, mentre l'ultima classificata viene retrocessa in Seychelles Championship League.

## Classifica
|                       | Pos. | Squadra             | Pt | G  | V  | N | P  | GF | GS | DR  |
| --------------------- | ---- | ------------------- | -- | -- | -- | - | -- | -- | -- | --- |
| Seychelles (bandiera) | 1.   | Côte d'Or           | 38 | 18 | 11 | 5 | 2  | 38 | 20 | +18 |
|                       | 2.   | Anse Réunion        | 38 | 18 | 11 | 5 | 2  | 28 | 18 | +10 |
|                       | 3.   | Light Stars         | 32 | 18 | 9  | 5 | 4  | 32 | 22 | +10 |
|                       | 4.   | Foresters           | 24 | 18 | 6  | 6 | 6  | 27 | 23 | +4  |
|                       | 5.   | St. Louis Suns Utd  | 24 | 18 | 6  | 6 | 6  | 31 | 31 | 0   |
|                       | 6.   | Real Maldives       | 21 | 18 | 5  | 6 | 7  | 30 | 33 | -3  |
|                       | 7.   | Bazar Brothers      | 20 | 18 | 5  | 5 | 8  | 28 | 28 | 0   |
|                       | 8.   | Saint-Michel United | 18 | 18 | 5  | 3 | 10 | 18 | 27 | -9  |
|                       | 9.   | La Passe            | 17 | 18 | 4  | 5 | 9  | 29 | 36 | -7  |
|                       | 10.  | Northern Dynamo     | 14 | 18 | 4  | 2 | 12 | 24 | 47 | -23 |

Legenda:
      Campione delle Seychelles e ammessa alla CAF Champions League 2025-2026.
 Retrocessione diretta.